# Кинтеро Лопес, Эусебио
Эусебио Кинтеро Лопес (исп. Eusebio Quintero López; 6 марта 1910, Вихес, Валье-дель-Каука, Колумбия — 16 июля 2023, там же) — колумбийский долгожитель, возраст которого подтверждён группой LongeviQuest. Эусебио Лопес являлся вторым старейшим живым мужчиной после Хуана Весенте Перес Мора, а также после смерти Софии Рохас (30 июля 2022 года), он был старейшим живым подтверждённым человеком в Колумбии. Также он входил в топ-15 самых старых мужчин в мире. Его возраст составлял 113 лет 132 дня.

## Биография
Эусебио Кинтеро Лопес родился 6 марта 1910 года в Вихесе, Валье-дель-Каука, Колумбия, хотя он сам утверждает, что родился 15 марта. Его воспитывала только мать, поэтому у него фамилия матери. Эусебио Лопес женился на Мелиде Барко, у пары было 6 детей. Многие года работал кузнецом.
В возрасте 100 лет, Лопес объехал свой город на лошади. В возрасте 106 лет жил со своей дочерью Энит Кинтеро Барко, которой было на тот момент 71 год.
В свои 108 лет он был умственно развит и все ещё мог ходить без помощи ходунков. В марте 2020 года ему исполнилось 110 лет, на тот момент у него было 13 внуков, 12 правнуков и 8 праправнуков.
Эусебио Лопес стал самым старым известным (подтверждённым) живым человеком в Колумбии после смерти 114-летней Софии Рохас 30 июля 2022 года. В августе 2022 года он все ещё мог ходить без помощи ходунков и находится в очень ясном сознании.
20 июня 2023 года GRG объявила что возраст Эусебио Лопеса ожидает проверку.
Жил в Вихесе. Скончался 16 июля 2023 года в возрасте 113 лет 132 дней. После его смерти старейшим живым человеком в Колумбии стал Эфраин Антонио Риос Гарсия и стал 2-м старейшим живым мужчиной в мире после Хуана Висенте Перес Мора.

## Рекорды долгожителя
- 30 июня 2022 года, после смерти Софии Рохас, Эусебио Кинтеро Лопес стал старейшим человеком в Колумбии
- 6 марта 2023 года Эусебио стал 23-м подтвёржденным мужчиной в истории и 418-м старейшим в мире, отпраздновавшим 113-летие.